# Sobaipuri
Sobaipuri (Sobaypuris, Rsársavinâ).- Pleme Piman Indijanaca veoma blisko Papagima, nastanjeno u kasnom 17. i 18. stoljeću u južnoj Arizoni, napose u dolinama rijeka San Pedro i Santa Cruz, i istoćmo od toga kraja. Sobaipuri su poznati od 1694. pa do 1702. kada ih prvi puta susreće otac Eusebio Francisco Kino, i utemeljuje misije među njiam. U kasnijem periodu (1761) ovo pleme stradava od Apača, pa su izbjegli među Papage, s kojima su se pomiješali.  –Mooney (1928) je procijenio njihov broj na 600, ali njegove procjene su, sudeći prema broju sela (29 u Arizoni i 2 u Meksiku), više nego skromne. 
Dio ih se pod imenom Tzekinne očuvao među white Mountain apačima

## Ime
Značenje riječi Sobaipuri je domorodačko i nepoznato. Poznata je i jedna grupa Pima Indijanaca pod imenom Soba, koji su obitavali u Meksiku, i čije bi ime moglo biti istog porijekla. Indijanci Pima nazivali su ih Rsársavinâ, u značenju 'spotted' (='pjegavi').

## Sela
Swanton navodi sela: 
- Alamos, na Rio Santa Cruz, južna Arizona.
- Aribaiba, na San Pedro River, nedaleko od sastava s Gilom.
- Babisi, možda njihovo i, blizu sela Suamca.
- Baicadeat, na San Pedro River.
- Busac, možda Sobaipuri, na Arivaipa Creek, pritoci San Pedro, istočno od Camp Granta, Arizona.
- Camani, možda Sobaipuri, na Gila River, nedaleko od Casa Grande.
- Causac, na San Pedro.
- Comarsuta, na San Pedro, blizu sastava s Arivaipa Creekom.
- Esqugbaag, možda Sobaipuri, na ili blizu San Pedro, kod granice Arizona-Sonora.
- Guevavi, zapadna obala Santa Cruz, na ili blizu Nogalesa.
- Jiaspi, na zapadnoj obali San Pedro, možda blizu Prospecta.
- Juamalturgo, možda i od Pima, u Arizoni južno od ruševina Casa Grande.
- Muiva, na rijeci San Pedro, možda blizu ušća Arivaipa Creeka.
- Ojio, na istočnoj obali San Pedro River, blizu sastava Gila River i nedaleko sadašnjeg Dudleyvillea, Arizona.
- Optuabo, možda Sobaipuri, uz granicu Arizona-Sonora i možda u Arizoni.
- Quiburi, zapadna obala San Pedro, vjerojatno nedaleko Bensona, Arizona.
- Quiquiborica, na Santa Cruz, 6 leagues (33 kilometra) južno od Guevavi, blizu granice Arizona-Sonora.
- Reyes, možda Sobaipuri, na Santa Cruz, južna Arizona.
- San Angelo, blizu zapadne obale Santa Cruz, južna Arizona.
- San Clemente, možda Sobaipuri, zapadna obala Santa Cruz, blizu Tucsona.
- San Felipe, tamo gdje se spajaju Santa Cruz i Gila Rivers.
- San Salvador, na San Pedro River, blizu sela Quiburi, južna Arizona.
- San Xavier del Bac, na Santa Cruz, 9 miles južno od Tucsona na sjeveroistoku današnjeg Papago Indian Reservation.
- Santa Eulalia, možda Sobaipuri, južno od granice Arizona-Sonora.
- Sonoita, na Santa Cruz, sjeverno od Nogalesa.
- Suamca, u blizini Terrenate, Sonora, Mexico, južno od granice Arizona-Sonora.
- Tubo, možda Sobaipuri, Arivaipa Creek, pritok San Pedro Rivera, istočno od starog Camp Granta, Arizona.
- Tumacacori, možda Sobaipuri, na Santa Cruz, južno od Tubaca.
- Turisai, možda Sobaipuri, na ili blizu Santa Cruz River, južna Arizona.
- Tusonimon, oko 4 leagues zapadno Casa Grande, blizu Gila Rivera.
- Tutoida, na San Pedro, možda između Arivaipa Creek i Gile.

## Kultura
Piman plemena iz područja jugozapadne Arizone i susjedne Sonore imala su sličnu kulturu, uslovljenu geografsko-kjlimatskim uvjetima. Kada su Španjolci pristigli u pustinjske krajeve Indijanaca Sobaipuri, Soba, Pima i Papago, bili poluagrikulturni. Surov kraj i klima znali bi upropastiti ljetinu, a tada su se morali osloniti u svoje sposobnosti pronalaženja hrane u divljini, kao što su to razno divlje bilje i divljać. Uz rijeke ovi su Indijanci ipak uzgajali kukuruz, grah, tikve, pamuk i drugo.  Vršci strijela pronađeni u pećini Colosal Cave, svakako su i svjedoci postojanja lova kod Sobaipuri Indijanaca. Profesor arheologije Byron Cummings (1917.) pronalazi u pećini indijanske artefakte, kao i dva ljudska skeleta. Prvi stanovnici, Colosal Cave od 900. – 1450. bijahu Hohokam Indijanci, a arheologija dalje kaže da je od 1450. – 1880. nastanjuju Sobaipuri.

## Vanjske poveznice
- (engl.) At Colossal Cave, By Jane Cassie  Arhivirana inačica izvorne stranice od 12. studenoga 2006. (Wayback Machine)
- (engl.) Tucson Archaeology[neaktivna poveznica]
- (engl.) Sobaipuri Indian Tribe History, Hodge
- (engl.) Sobaipuri-O'odham Research  (Sobaipuri-specific pages)